# Mihai Furtună
Mihai Furtună (n. 16 august 1955) este un politician moldovean, Viceprimar al municipiului Chișinău începând cu septembrie 2001. Mihai Furtună executat funcția de primar interimar al Chișinăului, pentru 10 zile între 18–28 aprilie 2005, după ce Serafim Urechean a demisionat.

## Studii
- 1994 - 1996 - Academia de studii în domeniul Administrării Publice pe lângă Guvernul Republicii Moldova, specialitatea Relații internaționale, calificarea referent în relații internaționale
- 1979 - 1985 - Institutul Politehnic "s. Lazo" din or. Chișinău, specialitatea Economia și organizarea construcției, calificarea inginer economist
- 1972 - 1979 - Colegiul de Construcții din or. Chișinău, Specialitatea Construcția industrială și civilă, calificarea tehnician-constructor

## Experiență profesională
- Septembrie 2001 - prezent - viceprimar al municipiului Chișinău
- August 1999 - septembrie 2001 - Pretor al sectorului Botanica
- Octombrie 1997 - august 1999 - Pretor al sectorului Buiucani
- 1990 - 1991 - Director-adjunct al Combinatului de învățământ prin cursuri al Ministerului de Construcții
- 1980 - 1987 - Meșter superior la Combinatul de învățământ prin cursuri al Ministerului de Construcții
- 1975 - 1980 - Meșter la Combinatul de învățământ prin cursuri al Ministerului de Construcții

## Publicații
- Construirea Structurilor Tradiționale de Administrare în Moldova, Administrarea publică, nr. 4 (1998)
- Constituționalitatea și evoluția structurilor Autorităților publice Statul de drept și Administrația publică (1999)